# Ди Ђироламо (Трапани)
Ди Ђироламо је насеље у Италији у округу Трапани, региону Сицилија.
Према процени из 2011. у насељу је живело 18 становника. Насеље се налази на надморској висини од 120 м.